# Dilermando Reis
Dilermando Reis (Guaratinguetá, 22 settembre 1916 – Rio de Janeiro, 2 gennaio 1977) è stato un chitarrista, compositore e insegnante brasiliano.

## Biografia
Dopo l'infanzia a San Paolo, visse a Rio de Janeiro, dove lavorò attivamente per la Rádio Clube do Brasil e la Rádio Nacional do Rio de Janeiro, registrando numerosi album.
Fu professore di musica della figlia del presidente Juscelino Kubitschek.

## Discografia
Tra il 1941 ed il 1975 ha registrato oltre 40 album.
Tra le sue composizioni, è famoso il valzer Se ela Perguntar.
- Noite de lua/Magoado (1941) Columbia 78
- Dança chinesa/Adeus de Pai João (1944) Continental 78
- Recordando/Saudade de um dia (1945) Continental 78
- Minha saudade/Rapsódia infantil (1945) Continental 78
- Noite de estrelas/Dedilhando (1946) Continental 78
- Adelita/Grajaú (1946) Continental 78
- Vê se te agrada/Dois destinos (1948) Continental 78
- Araguaia (1948) Continental 78
- Súplica/Tempo de criança (1949) Continental 78
- Flor de aguapé/Doutor sabe tudo (1949) Continental 78
- Alma sevilhana/Quando baila la muchacha (1950) Continental 78
- Xodó da baiana/Promessa (1951) Continental 78
- Cuidado com o velho/Vaidoso (1951) Continental 78
- Sentimental/Bingo (1951) Continental 78
- Sons de carrilhões/Abismo de rosas (1952) Continental 78
- Calanguinho/Penumbra (1953) Continental 78
- Alma nortista/Interrogando (1953) Continental 78
- Recordando a Malaguenha/Uma noite em Haifa (1954) Continental 78
- Eu amo Paris/Fingimento (1954) Continental 78
- Poema de Fibich/Barqueiro do Volga (1955) Continental 78
- Dois destinos/Vê se te agrada (1955) Continental 78
- Limpa-banco/Sonhando com você (1955) Continental 78
- Rosita/Chuvisco (1955) Continental 78
- Tristesse - opus nº 3/Adelita (1956) Continental 78
- Dilermando Reis (1956) Continental LP
- Sua majestade o violão (1956) Continental LP
- Se ela perguntar/Índia (1958) Continental 78
- Romance de amor/Pavana (1958) Continental 78
- Abismo de rosas (1958) Continental LP
- Volta ao mundo com Dilermando Reis (1958) Continental LP
- La despedida (Chilena n° 1)/Ausência (1960) Continental 78
- Melodias da alvorada (1960) Continental LP
- Abismo de rosas (1960) Continental LP
- Uma valsa e dois amores/Marcha dos marinheiros (1961) Continental 78
- Soluços/Odeon (1961) Continental 78
- Oiá de Rosinha/Abandono (1962) Continental 78
- Pequena cantiga de Natal/Idealista/Felicidade/Ato de caridade (1962) Continental 78
- No tempo do vovô/Fingimento (1962) Continental 78
- L'arlequin de Toléde/Recordando a malagueña (1962) Continental 78
- Presença de Dilermando Reis (1962) Continental LP
- Uma voz e um violão - Francisco Petrônio e Dilermando Reis (1962) Continental LP
- Sons de carrilhões/Despertar da montanha (1963) Continental 78
- Gotas de lágrimas/Cisne Branco (1963) Continental 78
- Uma voz e um violão em serenata - volume 2 (1963) Continental LP
- Junto a teu coração (1964) Continental LP
- Meu amigo violão (1965) Continental LP
- Gotas de lágrimas (1965) Continental LP
- Sua Majestade, o Violão (1965) Continental LP
- Junto a teu coração (1965) Continental LP
- Subindo ao céu (1966) Continental LP
- Recordações (1967) Continental LP
- Saudade de Ouro Preto (1968) Continental LP
- Dilermando Reis (1968) Continental LP
- Dilermando Reis (1969) Continental LP
- Grand prix (1970) Continental LP
- Dilermando Reis (1970) Continental LP
- Dilermando Reis (1971) Continental LP
- Uma voz e um violão em serenata - volume 6 (1971) Continental LP
- Dilermando Reis Interpreta Pixinguinha (1972) Continental LP
- Homenagem a Ernesto Nazareth (1973) Continental LP
- Uma voz e um violão em serenata - vol 7 (1973) Continental LP
- O violão brasileiro de Dilermando Reis (1975) Continental LP
- Concerto Nº 1 para violão e orquestra (1976) Continental LP
- O melhor de Dilermando Reis (1977) Continental LP
- Dilermando Reis (1978) Continental LP
- Presença de Dilermando com Orquestra de Radamés (1978) Continental LP
- Dilermando Reis no Choro (1978) Continental LP
- Aplausos (1979) Continental LP
- Violão brasileiro (1986) Continental LP
- Dilermando Reis Interpreta Pixinguinha (1988) Continental LP
- Noite de estrelas (2004) Revivendo CD